# Sporcle
Sporcle is een website waarop bezoekers quizzen kunnen spelen. Het is niet nodig een account te hebben, maar met een account worden scores bijgehouden, kunnen vrienden worden uitgedaagd en kan men zelf quizzen maken.
De website werd in 2007 opgericht door Matt Ramme die gefrustreerd was dat er nog geen website bestond die in zijn behoefte naar trivia voldeed. Quizzen op Sporcle zijn verdeeld over vijftien categorieën: aardrijkskunde, amusement, wetenschap, geschiedenis, literatuur, sport, taal, voor de lol, religie, film, televisie, muziek, spellen, diversen en feestdagen. Er zijn inmiddels meer dan 200.000 quizzen die bij elkaar honderden miljoenen keer gespeeld zijn.
De meeste quizzen op Sporcle vragen de speler om binnen een gestelde tijdslimiet alle items van een bepaald onderwerp in te typen. De meest gespeelde quiz is bijvoorbeeld die waarbij alle 50 staten van de Verenigde Staten moeten worden gegeven. In sommige varianten moeten de antwoorden in een bepaalde volgorde worden gegeven of leidt een fout antwoord tot het einde van de quiz. Ook zijn er quizzen met toevoegingen van plaatjes, bewegende beelden of geluid. Sinds maart 2012 is er een nieuw type quiz waarbij de speler niet zelf de antwoorden hoeft in te typen, maar alleen de goede antwoorden moet aanklikken (en de foute antwoorden moet vermijden). Als na afloop van de quiz de antwoorden worden bekeken, dan kunnen deze worden aangeklikt. Tot voor kort leidden deze links naar Engelstalige Wikipedia. Als de links nu worden aangeklikt zal de Sporcle zoekfunctie worden geactiveerd met het betreffende trefwoord.
In de commentaren op de website wordt vaak melding gemaakt van de fictieve aandoening sporclitis, waarbij een persoon in een quiz een moeilijk antwoord wel raadt, maar een veel voor de hand liggender antwoord vergeet.